# Bob Steele
Bob Steele, pseudonimo di Robert Adrian Bradbury (Portland, 23 gennaio 1907 – Burbank, 21 dicembre 1988), è stato un attore statunitense.
Figlio del regista Robert N. Bradbury e fratello gemello dell'attore Bill Bradbury, si sposò tre volte: dal 1931 al 1933 con Louise A. Chessman; dal 1935 al 1938 con Alice Petty Hackley e dal 1939 fino alla morte con Virginia Nash Tatem.
È morto nel 1988, a 81 anni, per un enfisema.

## Riconoscimenti
- Young Hollywood Hall of Fame (1920's)

## Filmografia parziale

### Cinema
- The College Boob, regia di Harry Garson (1926)
- Headin' North, regia di John P. McCarthy (1930)
- I violenti del Nevada  (South of Santa Fe), regia di Bert Glennon (1932)
- Cuore di bandito (The Cyclone Ranger), regia di John P. McCarthy (1935)
- La grande arena (Powdersmoke Range), regia di Wallace Fox (1935)
- L'evaso giustiziere (Three on the Trail), regia di John P. McCarthey (1936)
- Uomini e topi (Of Mice and Men), regia di Lewis Milestone (1939)
- The Carson City Kid, regia di Joseph Kane (1940)
- Billy the Kid in Texas, regia di Sam Newfield (1940)
- Il sentiero del Nord (Northwest Trail), regia di Derwin Abrahams (1945)
- Il grande sonno (The Big Sleep), regia di Howard Hawks (1946)
- Notte di bivacco (Cheyenne), regia di Raoul Walsh (1947)
- Pugno di ferro (Killer McCoy), regia di Roy Rowland (1947)
- Il ranch delle tre campane (South of St. Louis), regia di Ray Enright (1949)
- La città è salva (The Enforcer), regia di Bretaigne Windust (1951)
- L'ultima sfida (Fort Worth), regia di Edwin L. Marin (1951)
- Il fuggiasco di Santa Fè (Cattle Drive), regia di Kurt Neumann (1951)
- La vendicatrice dei sioux (Rose of Cimarron), regia di Harry Keller (1952)
- Fulmine nero (The Lion and the Horse), regia di Louis King (1952)
- I pascoli d'oro (San Antone), regia di Joseph Kane (1953)
- Il tenente dinamite (Column South), regia di Frederick de Cordova (1953)
- L'isola nel cielo (Island in the Sky), regia di William A. Wellman (1953)
- Al di là del fiume (Drums Across the River), regia di Nathan Juran (1954)
- Il cacciatore di fortuna (The Outcast), regia di William Witney (1954)
- Pista insanguinata (The Fighting Chance), regia di William Witney (1955)
- I pionieri dell'Alaska (The Spoilers), regia di Jesse Hibbs (1955)
- Giungla d'acciaio (The Steel Jungle), regia di Walter Doniger (1956)
- Mezzogiorno di... fifa (Pardners), regia di Norman Taurog (1956)
- Combattimento ai pozzi apache (Duel at Apache Wells), regia di Joseph Kane (1957)
- Una pistola per un vile (Gun for a Coward), regia di Abner Biberman (1957)
- Bill il bandito (The Parson and the Outlaw), regia di Oliver Drake (1957)
- 38º parallelo: missione compiuta (Pork Chop Hill), regia di Lewis Milestone (1959)
- La guerra di domani (The Atomic Submarine), regia di Spencer Gordon Bennet (1959)
- Un dollaro d'onore (Rio Bravo), regia di Howard Hawks (1959)
- Duello tra le rocce (Hell Bent for Leather), regia di George Sherman (1960)
- Apache in agguato (Six Black Horses), regia di Harry Keller (1962)
- I selvaggi della prateria (The Wild Westerners), regia di Oscar Rudolph (1962)
- McLintock!, regia di Andrew V. McLaglen (1963)
- I 4 del Texas (4 for Texas), regia di Robert Aldrich (1963)
- Requiem per un pistolero (Requiem for a Gunfighter), regia di Spencer Gordon Bennet (1965)
- La città senza legge (Town Tamer), regia di Lesley Selander (1965)
- Dollari maledetti (The Bounty Killer), regia di Spencer Gordon Bennet (1965)
- Impiccalo più in alto (Hang 'Em High), regia di Ted Post (1968)
- Quel fantastico assalto alla banca (The Great Bank Robbery), regia di Hy Averback (1969)
- Ti combino qualcosa di grosso (Something Big), regia di Andrew McLaglen (1971)
- Luna di miele fatale (Nightmare Honeymoon), regia di Elliot Silverstein (1973)

### Televisione
- Screen Directors Playhouse – serie TV, episodio 1x04 (1955)
- Sugarfoot – serie TV, episodio 1x04 (1957)
- Maverick – serie TV, 3 episodi (1957-1958)
- Have Gun - Will Travel – serie TV, episodio 1x19 (1958)
- Gli uomini della prateria (Rawhide) – serie TV, episodi 1x01-1x17-2x26 (1959-1960)
- The Texan – serie TV, episodio 2x20 (1960)
- Il magnifico King (National Velvet) – serie TV, episodio 1x04 (1960)
- Whispering Smith – serie TV, episodio 1x24 (1961)
- The Wide Country – serie TV, episodio 1x11 (1962)
- La legge del Far West (Temple Houston) – serie TV, episodio 1x06 (1963)
- I forti di Forte Coraggio (F Troop) - serie TV, 65 episodi (1965-1967)
- Tre nipoti e un maggiordomo (Family Affair) - serie TV, episodio 4x23 (1970)

## Doppiatori italiani
- Bruno Persa ne Il tenente dinamite, Il cacciatore di fortuna
- Giovanni Onorato ne Il grande sonno
- Alberto Sordi ne La città del peccato
- Augusto Mastrantoni ne La città è salva
- Giuseppe Rinaldi ne I pascoli d'oro
- Manlio Busoni in Al di là del fiume
- Giovanni Saccenti in Una pistola per un vile
- Gino Baghetti in Impiccalo più in alto
- Vittorio Congia ne Il grande sonno (ridoppiaggio)